# Comuna Novîi Mîleatîn, Busk
Novîi Mîleatîn (în ucraineană Новий Милятин) este o comună în raionul Busk, regiunea Liov, Ucraina, formată din satele Novîi Mîleatîn (reședința), Novîi Ripniv, Ripniv și Starîi Mîleatîn.

## Demografie
Componența lingvistică a comunei Novîi Mîleatîn
     Ucraineană (99,73%)
     Alte limbi (0,24%)
Conform recensământului din 2001, majoritatea populației comunei Novîi Mîleatîn era vorbitoare de ucraineană (99,73%), existând în minoritate și vorbitori de alte limbi.